# Louise Bager Due
Louise Bager Due (* 23. April 1982 in Dronninglund; geborene Louise Bager Nørgaard) ist eine ehemalige dänische Handballspielerin.
Louise Bager Due begann mit sieben Jahren das Handballspielen bei Hjallerup IF. Im Jahr 2000 wechselte die Torhüterin zu LSU Sæby, den sie ein Jahr später in Richtung Viborg verließ. Mit Viborg HK wurde sie fünfmal Meisterin (2002, 2004, 2006, 2008 und 2009) und sechsmal Pokalsiegerin (2003, 2006, 2007, 2008, 2010 und 2011). Außerdem gewann sie mit dem VHK 2006 und 2009 die EHF Champions League und 2004 den EHF-Pokal.
Louise Bager Due bestritt 55 Länderspiele für die dänische Frauen-Handballnationalmannschaft, in denen sie ein Treffer erzielte. Mit Dänemark holte sie sich 2004 die olympische Goldmedaille. Zusätzlich gewann sie 2002 die Europameisterschaft und 2004 die Vize-Europameisterschaft.
Seit 2006 ist sie mit Robert Due verheiratet. Im August 2009 wurde bekannt, dass sie schwanger ist. Nach der Geburt ihres Kindes, kehrte sie wieder in den Kader von VHK zurück. Im Sommer 2012 beendete sie ihre Karriere. Im Sommer 2013 wurde Louise Bager Due von Team Tvis Holstebro reaktiviert, da Holstebro Verletzungssorgen auf der Torhüterposition hatte. Als sich im November 2013 die Personaldecke wieder entspannte, beendete sie endgültig ihre Karriere. Im April 2017 gab sie ihr Comeback für Viborg HK.